# Sönner-Bergtjärnen
Sönner-Bergtjärnen är en sjö i Åre kommun i Jämtland och ingår i Indalsälvens huvudavrinningsområde. Sjön har en area på 0,764 kvadratkilometer och ligger 529,3 meter över havet.

## Delavrinningsområde
Sönner-Bergtjärnen ingår i det delavrinningsområde (706262-134458) som SMHI kallar för Utloppet av Sönner-Bergtjärnen. Medelhöjden är 592 meter över havet och ytan är 4,78 kvadratkilometer. Det finns inga avrinningsområden uppströms utan avrinningsområdet är högsta punkten. Vattendraget som avvattnar avrinningsområdet har biflödesordning 3, vilket innebär att vattnet flödar genom totalt 3 vattendrag innan det når havet efter 388 kilometer. Avrinningsområdet består mestadels av skog (64 procent), öppen mark (10 procent) och kalfjäll (10 procent). Avrinningsområdet har 0,76 kvadratkilometer vattenytor vilket ger det en sjöprocent på 15,9 procent.